# Brandenburger Tor (stacja metra)
Brandenburger Tor – stacja metra w Berlinie, w dzielnicy Mitte, w okręgu administracyjnym Mitte linii U5. Znajduje się pod ulicą Unter den Linden, obok Bramy Brandenburskiej.
Stację metra ówczesnej linii U55 otwarto 8 sierpnia 2009.